# Vuit (grupo de música)
VUIT (Oito, em português) é uma banda espanhola de pop rock formada em Barcelona em 2009, integrada por Carlos Martínez, Òscar Villoria e Llorenç Anguer.

## Histórico
Vuit é o nome da jovem promessa da música pop-rock catalana que já leva mais de 3 anos a dar voltas por todas as rádios musicais de fala catalana em Espanha (40 Principales, Ràdio Flaixbac, Dial, Europa FM,...). O grupo nasce em 2009 graças ao Carlos (vocalista, letrista e guitarrista) e ao Ramon Hernández Moscoso (colaborador, guitarra eléctrica e produtor do primeiro disco da banda). Mas haverá que esperar mais tarde para ver o Òscar (bateria) e o Llorenç (baixista) integrar o grupo. Finalmente a banda acaba por formar-se com três membros: Carlos de 32 anos, Òscar de 32 anos e Llorenç de 26 anos. Os três, conseguem gravar em Barcelona nos inícios de 2009 a seu primeiro LP, que posteriormente acaba por transformar-se no seu primeiro álbum de estúdio “Un dia qualsevol” (Um dia qualquer, em português); nome que a mesma banda explica do modo seguinte “...começamos –o projeto– como se fosse um dia qualquer em minha casa, é por isso que decidimos chamar o álbum assim... começamos a compor a primeira música –do disco– Júlia,... e mais tarde achamos que devíamos publicar no Myspace o tema Princesa, foi então que Picap –Discográfica– contactou-nos, dando começo a aventura”.

Vuit propõe canções cálidas e melancólicas, comprometidas e emotivas que são, aliás aquilo que os caracteriza. Representam sem dúvida nenhuma o bom e melhor pop-rock catalão. Os toques de rock alternativo fazem do grupo uma proposta inovadora e particular que faz lembrar por momentos os The Fray, One Republic, Snow Patrol ou Keane... ocupando de este modo um vazio que ainda estava por cobrir na Catalunha, Andorra e outros territórios de fala catalana.
O nome do grupo, “Vuit”, acostuma suscitar a curiosidade dos diferentes meios de comunicação. Motivo pelo qual Vuit responde sempre: “dávamo-nos sempre encontro todos os dias as oito da tarde para ensaiar, aliás fazíamos quase tudo as oito, foi por isso que decidimos chamar o grupo assim, Vuit (Oito)”, Òscar para Els Matins de TV3, magazine da televisão pública da Catalunha TV3. “...e o Carlos disse-nos... decidi que íamos chamar o grupo VUIT,... olhamos para nos  e pensamos de seguida que esse era o nome, e que íamos sentir-nos identificados,... ainda para mais que o nome tinha muita força”, entrevista para http://www.adolescents.cat.
Desde o primeiro single “Cada cop” (cada vez, em português) o grupo foi recebido com as mãos abertas conseguindo estar presente em quase todas las plataformas digitais de compra de música online (iTunes, Spotify,...). Vuit conseguiu também um lugar destacado entre as diferentes redes sociais e desde algum tempo certos meios de comunicação falam da primeira “banda adolescente de música pop-rock catalana” para referir-se a eles, mesmo se os membros do grupo esclareceram em várias ocasiões que esse não era o objectivo. A cifra de seguidores no Facebook, Twitter, entre outros cada dia vai em aumento, convertendo as redes sociais no sitio de preferência para dar a conhecer as suas músicas. Não entanto, este êxito vem acompanhado por força pela carreira em solitário de cada membro. Efetivamente, Llorenç já tocava antes de incorporamento ao grupo numa banda de música harcore-melódico, assim como o Carlos e Òscar que também tinham o seu próprio grupo de música pesada. Mudança radical que, apesar de tudo, o público apreciou e aceitou sem reparos.

No 2011 Vuit põe à venda o seu segundo álbum “15 dias i una nit” (do catalão,15 dias e uma noite), nome que os próprios membros dizem plasmar a perfeição o trabalho que realizaram. Numa entrevista concedida ao magazine da televisão pública da Catalunha TV3, o grupo explica que o disco foi gravado num tempo recorde de 15 dias, e uma noite, noite que corresponde a festa de celebração de final de trabalho. Sege como for, podesse dizer que com o segundo álbum, os Vuit conseguiram consolidar-se como grupo. Basta observar as diferentes colaborações presentes no álbum para compreender: Manu Guix, Mikel Iglesias e Nil Cardoner. Manu Guix deu-se a conhecer graças ao seu papel como professor na academia da Operação Triunfo, mas na atualidade é portada pela carreira em solitário que decidiu tomar e pela colaboração com vários artistas catalãs, entre os que se encontra a produção do álbum de Vuit. Mikel Iglesias e Nil Cardoner, pela sua parte, são atores da série de grande sucesso de TV3 “Polseres Vermelles” (Pulseiras Vermelhas) que conseguiu que, Steven Spielberg e Marta Kauffman, cocriadora da mítica série “Friends”, prestassem especial atenção na série comprando os direitos de autor. Efetivamente, a série que propulsou ao êxito a bandas Teràpia de shock e Vuit, deveria ser adaptada pelo canal de televisão norte-americano ABC com o nome “The red band society”.. A série explica a história de um grupo de jovens adolescentes que coincidem num hospital devido as suas doenças. Sem escapar das circunstâncias especias que os rodam, a história de estes jovens mostra as vivências e situações próprias da gente da sua idade, mas com a diferença que o seu mundo é um hospital, e isso faz com que vivam o seu dia a dia com mais intensidade. 

O segundo single da banda, “Dorm” (Dorme, em português), conta com Nil Cardoner e Mikel Iglesias e foi nomenado junto com outros grupos de êxito como “Els Catarres”, “Obrint pas” ou “Amelie” na categoria de melhor “Videoclip do Ano” nos Premios Enderrock 2012. A presença de Mikel Iglesias começa, de facto, a ser habitual nos concertos do grupo, que cada vez são mais numerosos. Vuit já atuou em salas tão míticas como Luz de Gas o Palau Sant Jordi, sitio donde artistas de grande repercussão como Lady Gaga, Shakira, Madonna, Bruce Springsteen,... seduziram aos catalãs.
Finalmente, convém destacar a mudança significativa de casa da discos. Blanco y Negro foi o selo discográfico que o grupo decidiu escolher para produzir o segundo álbum. Blanco y Negro é a dia de hoje um dos selos mais importantes do estado espanhol, responsável dos êxitos de Sak Noel conhecido por “Loca People”, Pitbull, Bob Sinclar, entre outros.

## Discografia
“Un dia qualsevol”
- 1. Cada cop
- 2. Tornarem
- 3. Júlia
- 4. Princesa
- 5. Crida
- 6. El teu moment
- 7. Sempre al teu costat
- 8. Ara
- 9. L'univers
- 10. Tu tens

“15 dies i una nit”
- 1. Dorm
- 2. Fuig
- 3. Què vols de mi?
- 4. Com un nen petit
- 5. Un dia més
- 6. Qui són
- 7. Per un instant
- 8. Les nits
- 9. Parla'm del vent
- 10. Per tu
- 11. Tan ràpid
- 12. Sempre igual
- 13. Dorm (com Mikel Iglesias e Nil Cardoner, atores de Polseres Vermelles de TV3)
- 14. Com un nen petit (com Manu Guix, ex-professor da Operação Triunfo)

"Recorda que..."
- 1. La nostra funció
- 2. Un camí per tornar
- 3. Afaga'm la mà
- 4. Aigua
- 5. Barbie de ciutat
- 6. Increïbles
- 7. Respira
- 8. He après
- 9. Una resposta
- 10. Ja fa anys
- 11. Somiaré
- 12. Sóc com sóc

### Singles
“Un dia qualsevol”
- Cada cop
- Júlia
- Princesa
- Crida
- Tu tens (banda sonora de Polseres Vermelles)
- Tornarem (banda sonora de Polseres Vermelles)

“15 dies i una nit”
- Què vols de mi?
- Dorm (banda sonora de Polseres Vermelles)
- Com un nen petit
- Ven (edição em espanhol de "Dorm", banda sonra de Polseres Vermelles)

"Recorda que..."
- Un camí per tornar